# Martin Seeley
Martin Alan Seeley (né le 29 mai 1954) est un évêque de l'Église d'Angleterre. Depuis mai 2015, il est évêque de St Edmundsbury et Ipswich. De 2006 à 2015, il est directeur de Westcott House, Cambridge.

## Jeunesse et éducation
Seeley est né à Portsmouth le 29 mai 1954. Il étudie au Jesus College de Cambridge. Il obtient un baccalauréat ès arts (BA) en 1976 et un baccalauréat en éducation (BEd) en 1978. En 1976, il entre au Ripon College Cuddesdon pour étudier en vue du ministère ordonné. Il fréquente ensuite l'Union Theological Seminary de New York, dont il obtient une maîtrise en théologie sacrée (STM) en 1978. Le 16 octobre 2018 , il reçoit le diplôme de docteur en théologie honoris causa de la Berkeley Divinity School de Yale, New Haven, où il est également invité à prononcer la conférence Cheney 2018.

## Ministère ordonné
Seeley est ordonné dans l'Église d'Angleterre comme diacre à la Saint-Michel 1978 (24 septembre), par David Tustin, évêque de Grimsby, à St Paul's Ashby et prêtre à la Saint-Michel suivante (30 septembre 1979), par Simon Phipps, évêque de Lincoln, à la Cathédrale de Lincoln. Il commence sa carrière comme vicaire à l'église St Peter, Bottesford, Lincolnshire (1978-1980).
En 1980, Seeley retourne aux États-Unis où il est vicaire à l'église de l'Épiphanie et directeur adjoint de l'église Trinity, Manhattan, New York (1980-1985) puis directeur exécutif du Thompson Center, un laïc œcuménique et programme d'éducation du clergé à St Louis, Missouri (1985–1990).
En 1990, Seeley retourne en Angleterre, où il est secrétaire de sélection au Conseil consultatif du ministère et secrétaire pour la formation ministérielle continue (1990–1996). De 1996 à 2006, il est vicaire de l'Isle of Dogs, une paroisse du Diocèse de Londres. En septembre 2006, il est nommé directeur de Westcott House, Cambridge, un collège théologique de tradition catholique libérale de l'Église d'Angleterre. En 2008, il est nommé chanoine honoraire de la Cathédrale d'Ely.
En novembre 2014, il devient 11e évêque de St Edmundsbury et Ipswich. Son élection canonique est confirmée le 7 mai 2015. Le 14 mai 2015, il est consacré évêque par Justin Welby, archevêque de Cantorbéry lors d'un service à l'abbaye de Westminster,. Le 20 juin 2015, il est installé comme évêque de St Edmundsbury et Ipswich à la cathédrale Saint-Edmundsbury. Il est également évêque assistant honoraire du diocèse d'Ely depuis 2015. Il rejoint la Chambre des Lords en 2022.

## Vie privée
Seeley est marié à Cynthia McLean de 1980 à 1989. Il épouse Jutta Brueck qui est son vicaire à Christ Church avec St Luke's, Isle of Dogs le 23 janvier 1999; elle est également prêtre. Ils ont deux enfants .